# Миссионерская провинция
Миссионерская провинция (швед. Missionsprovinsen) — отколовшаяся в 2003 года от Церкви Швеции группа консервативных лютеран, которая в 2005 году обрела статус епархии, а в 2010 году распространила свою деятельность на территорию Финляндии. Первоначально группа насчитывала 300 человек. Первым епископом Провинции стал Арне Ульссон, который был рукоположён двумя африканскими епископами (Уолтер Обаре Омванза и Дэвид Тсваеди), епископом «Старонорвежской церкви в изгнании» Бёрре Кнудсеном, бывшим епископом норвежской Евангелическо-лютеранской церкви (DELK) Ульфом Аспом и епископом белорусской лютеранской церкви Леонидом Цвики.

## История

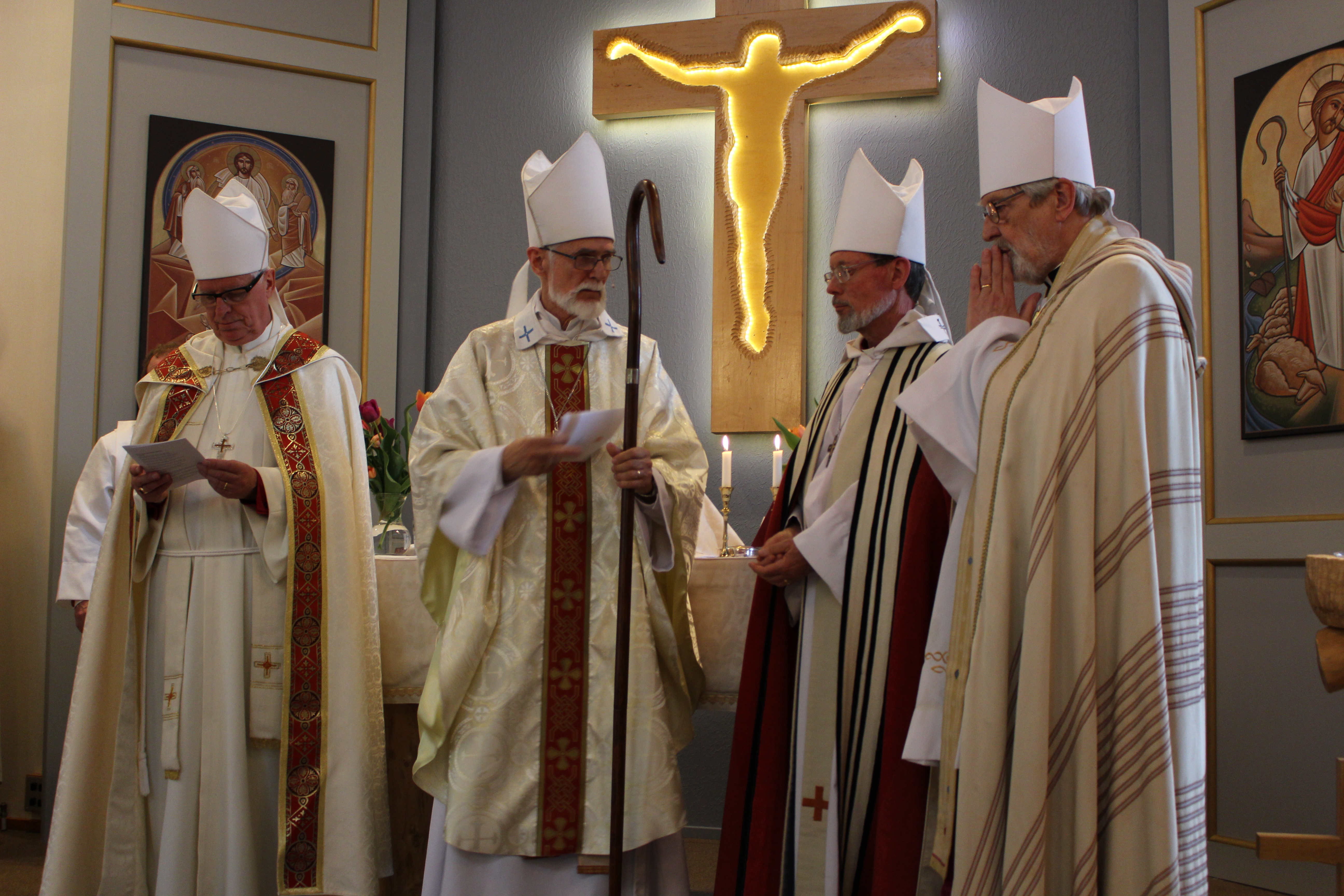
Епископы Роланд Густаффсон, Бенгт Одаль, Ларс Артман и Йоран Бейер после хиротонии Бенгта Одаля

Главной причиной раскола послужила практика женского священства в Церкви Швеции, которую ряд консерваторов считал небиблейской. При этом произошло объединение трёх движений внутри Церкви Швеции: высокоцерковных лютеран, пиетистов-последователей Генрика Шартау и сторонников «Евангелической традиции». Доктринальным основанием объединения стала «Книга Согласия». До этого в течение нескольких лет представители этих движений встречались в Линчёпинге, а их неофициальным руководителем был епископ на покое Бертил Гартнер.
«Нам больше нет места в Церкви Швеции, — заявил один из инициаторов отделения пастор Бенгт Биргерссон, — разногласия касаются основ христианской веры». В ответ на это архиепископ Церкви Швеции Карл-Густав Хаммар пообещал отлучить сторонников нового движения (среди которого было 40 пасторов) от Церкви, на что Биргенссон ответил: «Для нас абсолютно неважно, что они говорят, потому что мы не отказываемся от вероучения Церкви. Это архиепископ нарушает учение церкви, а не мы. Они могут лишить нас приходов, но мы всё равно останемся членами церкви Швеции».
24 апреля 2006 года епископ Арне Ульссон рукоположил пасторов Ларса Артмана и Йорана Бейера в сан епископов. Получить ординацию в провинции могут только те кандидаты, которым отказано в этом в «официальной церкви» из-за несогласия с практикой женского пастората в Церквях Швеции и Финляндии. С другой стороны епископат Церкви Швеции не признал образование Миссионерской провинции, в итоге все вновь поставленные епископы были отлучены от неё. В 2010 году Провинция распространила свою власть на Финляндию, где был рукоположён епископ Матти Вяйсянен, также впоследствии лишенный сана пастора в Церкви Финляндии.
В 2010 году Арне Ульссон рукоположил в качестве своего преемника Роланда Густафссона.
В 2018 году Миссионерская провинция стала членом Международного лютеранского совета (ILC).
27 апреля 2019 года Роланд Густаффсон рукоположил в качестве своего преемника Бенгта Одаля

## Иерархия
- Бенгт Одаль, правящий епископ (рукоположён 27 апреля 2019 года)
- Ларс Артман, епископ-помощник (рукоположён 24 апреля 2006 года, сложил с себя сан 1 марта 2020 года)
- Йоран Бейер, епископ-помощник (рукоположён 24 апреля 2006 года, сложил с себя сан 21 апреля 2019 года)